# Estatua ecuestre de Hubert Lyautey

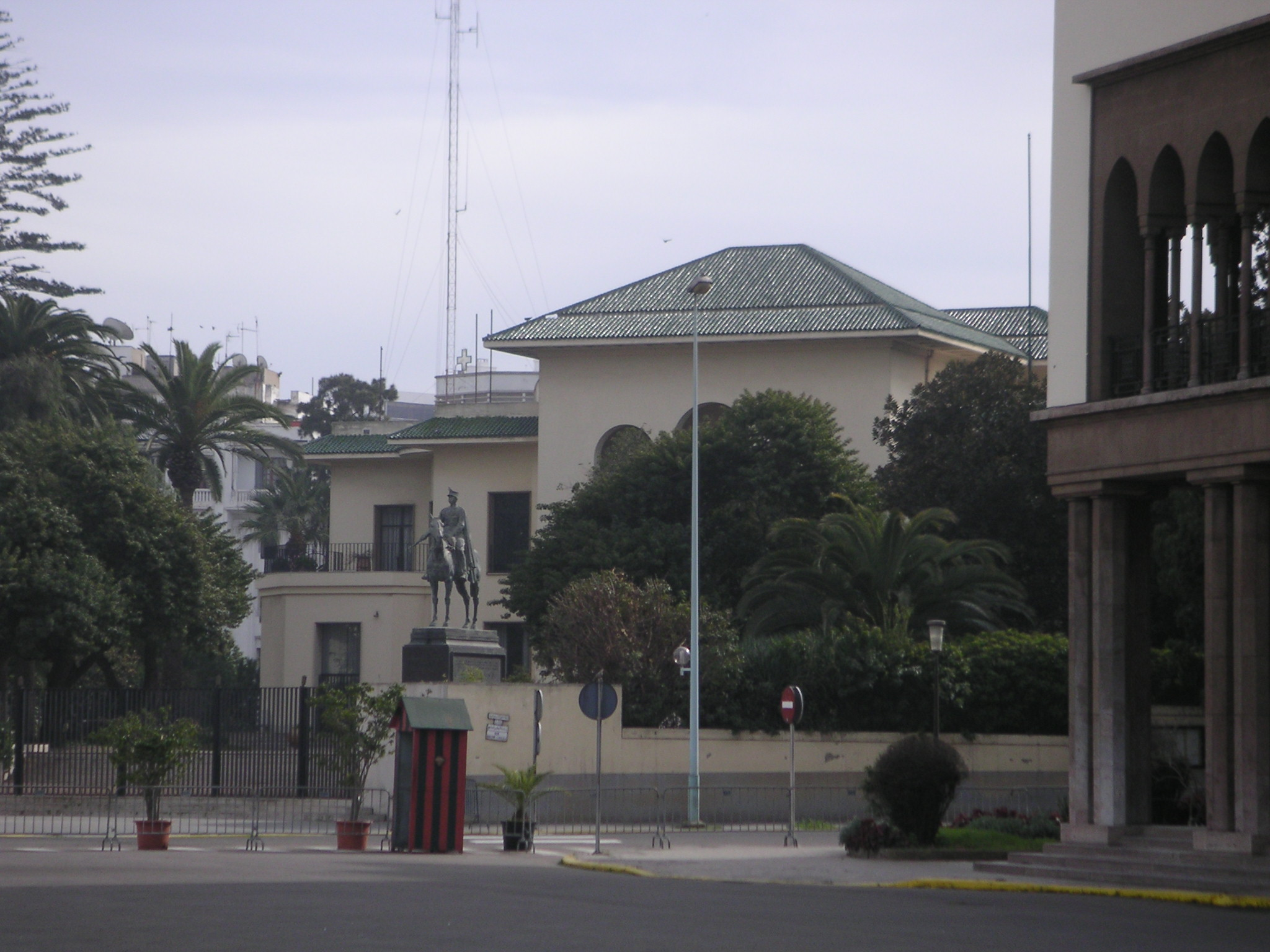
La estatua, reubicada frente al consulado general de Francia, en 2005.

La estatua ecuestre de Hubert Lyautey es una escultura pública que conmemora a Louis Hubert Lyautey, el primer general residente del protectorado francés en Marruecos. Se encuentra en Casablanca, Marruecos.

## Historia
La estatua fue creada por el escultor francés François Cogné  e inaugurada el 3 de noviembre de 1938 frente a los juzgados de la ciudad la que era la plaza principal de la ciudad, hoy conocida como Plaza de Mohamed V. El rey Mohamed V, el general residente Charles Noguès, la viuda de Lyautey, Inès de Bourgoing, el ministro francés Guy La Chambre y otros notables asistieron a su ceremonia de inauguración, en la que el académico francés Louis Gillet dio un discurso. 
En un sello marroquí de 1946 aparece la estatua.
En abril de 1959, la estatua fue trasladada a los terrenos del cercano consulado general francés de Casablanca, donde se encuentra en la actualidad. En 2020, una petición solicitó la retirada de la estatua de la vista del público, dado su simbolismo de la opresión colonial bajo el régimen del protectorado francés.